# Fusion parfaite

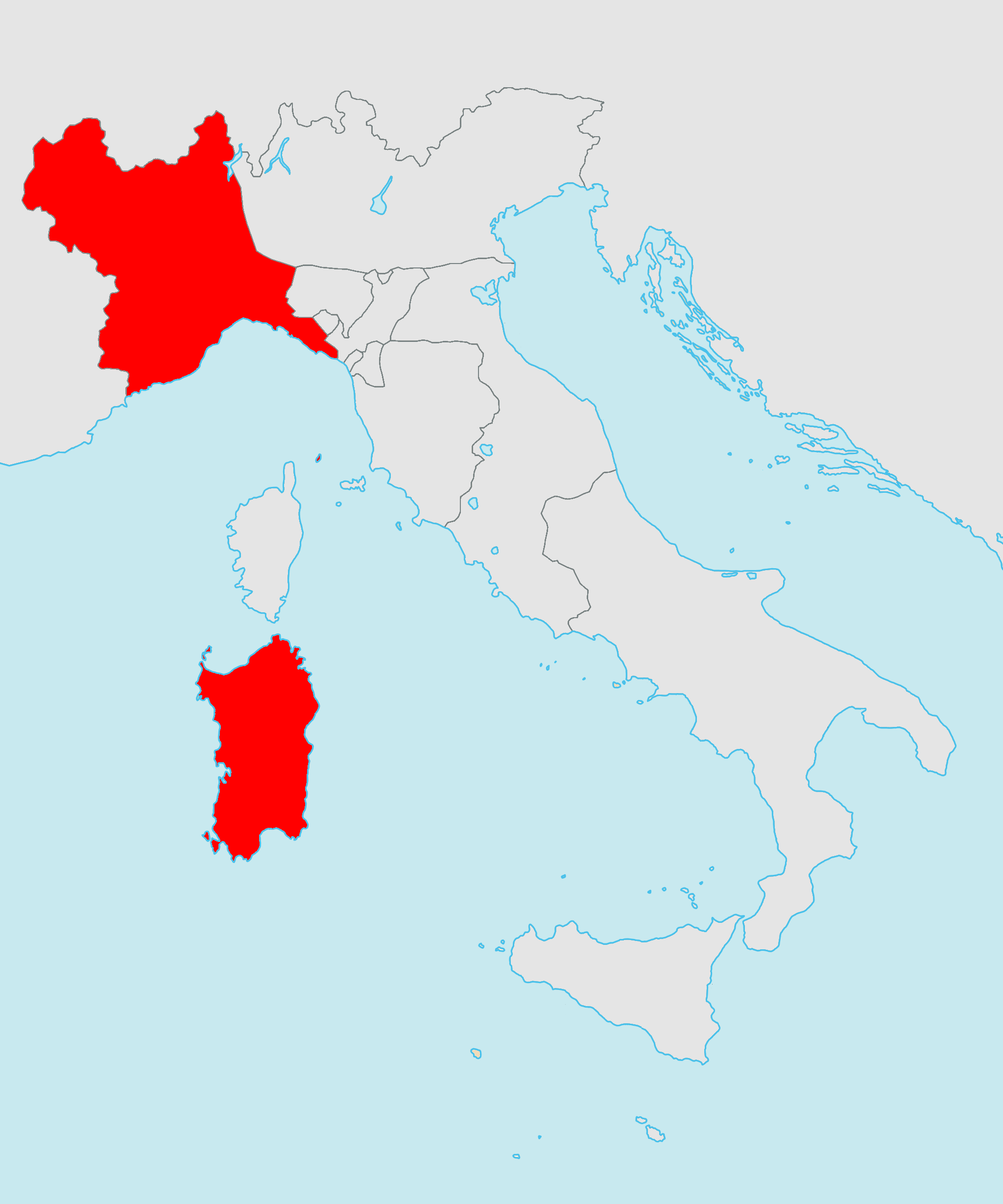
Le territoire du royaume de Sardaigne lors de la fusion parfaite en 1847.

La fusion parfaite (en italien : Fusione perfetta) est une expression purement administrative qui désigna, sans influence aucune sur les titres féodaux, l'union politique et administrative entre les différents États, possessions et territoires de la maison de Savoie, c'est-à-dire entre le royaume insulaire de Sardaigne et les autres États, dits de terre-ferme, notamment le duché de Savoie, la principauté de Piémont, le comté de Nice ou encore la Ligurie, le marquisat de Saluces, le pas de Suse, etc. Cette fusion administrative, qui eut lieu sous le règne de Charles-Albert en 1847, aboutit à faire des États de Savoie, devenus administrativement le royaume de Sardaigne, un État plus centralisé bien que toutefois « non centraliste ».

## La fusion
La Sardaigne était l'un des États de Savoie depuis 1720 et avait continué, comme durant sa courte domination par l'empire espagnol, à être gouvernée par un vice-roi en tant que vice-royaume. Si les lois royales entraient directement en application dans le Piémont par exemple, elles devaient en revanche être appliquées par le vice-roi de Sardaigne dans l'île. Cette situation est devenue problématique pour les notables sardes lorsque les réformes libérales de Charles-Albert ont commencé à se mettre en place à Turin. Bien que l’orientation populaire des Sardes fût tout à fait contraire à une fusion politique avec les États de terre-ferme,, les notables sardes ont alors commencé à considérer ce système juridique particulier davantage comme un handicap que comme un privilège. Une mobilisation, encouragée par les classes de la bourgeoisie des affaires de Cagliari et de Sassari, se fit jour. 
Le roi Charles-Albert (de Savoie-Carignan) décida alors de résoudre le problème en transformant l'administration de ses divers États pour les faire évoluer vers un État unique, centralisé à Turin. La fusion fut proclamée le 29 novembre 1847, et le dernier vice-roi de Sardaigne, Claudio Gabriele de Launay, l'annonça par le discours suivant : « (Le roi) a décidé de former une seule famille de tous ses sujets bien-aimés avec une parfaite égalité de traitement. »

## Les conséquences
Le système juridique savoyard s'est ainsi mis en place en Sardaigne, et le vice-roi Claudio Gabriele de Launay a quitté Cagliari le 4 mars 1848. L'île fut divisée en trois nouvelles provinces administratives gouvernées par des gouverneurs, comme cela s'était passé au Piémont en 1815. La Sardaigne perdit son Parlement propre et son autonomie juridique. Les territoires continentaux du royaume, le duché de Savoie, la principauté de Piémont, le comté de Nice, le duché de Gênes, etc. furent eux aussi concernés par la réforme. Tous ces vieux États furent conduits à former un État non plus pluraliste comme auparavant et jusqu'alors, mais unitaire et plus centralisé, se rapprochant du modèle belge, avec un peuple et un gouvernement uniques, comprenant également tous les États et les possessions de la maison de Savoie, excepté le royaume de Chypre et le royaume de Jérusalem. 
Ce nouvel État unifié, né du statut albertin de 1847, évolua quatorze ans plus tard pour former le royaume d'Italie (1861-1946).